# Nanae
Nanae (東京都?, Nanae-chō) è una cittadina del Giappone settentrionale situata sull'isola di Hokkaidō; fa parte del distretto geografico di Kameda e, a livello amministrativo, della sottoprefettura di Oshima e della prefettura di Hokkaidō.
A tutto il 31 marzo del 2009, aveva una popolazione di 28.930 abitanti distribuiti su una superficie di 216.61 km², per una densità di 133,56 ab./km²
Nelle vicinanze della città si trova il monte Komaga (駒ヶ岳?, Komaga-take), uno stratovulcano di 1.133 metri di altezza.

## Gemellaggio
- Concord (Massachusetts)